# Olszyny (województwo warmińsko-mazurskie)

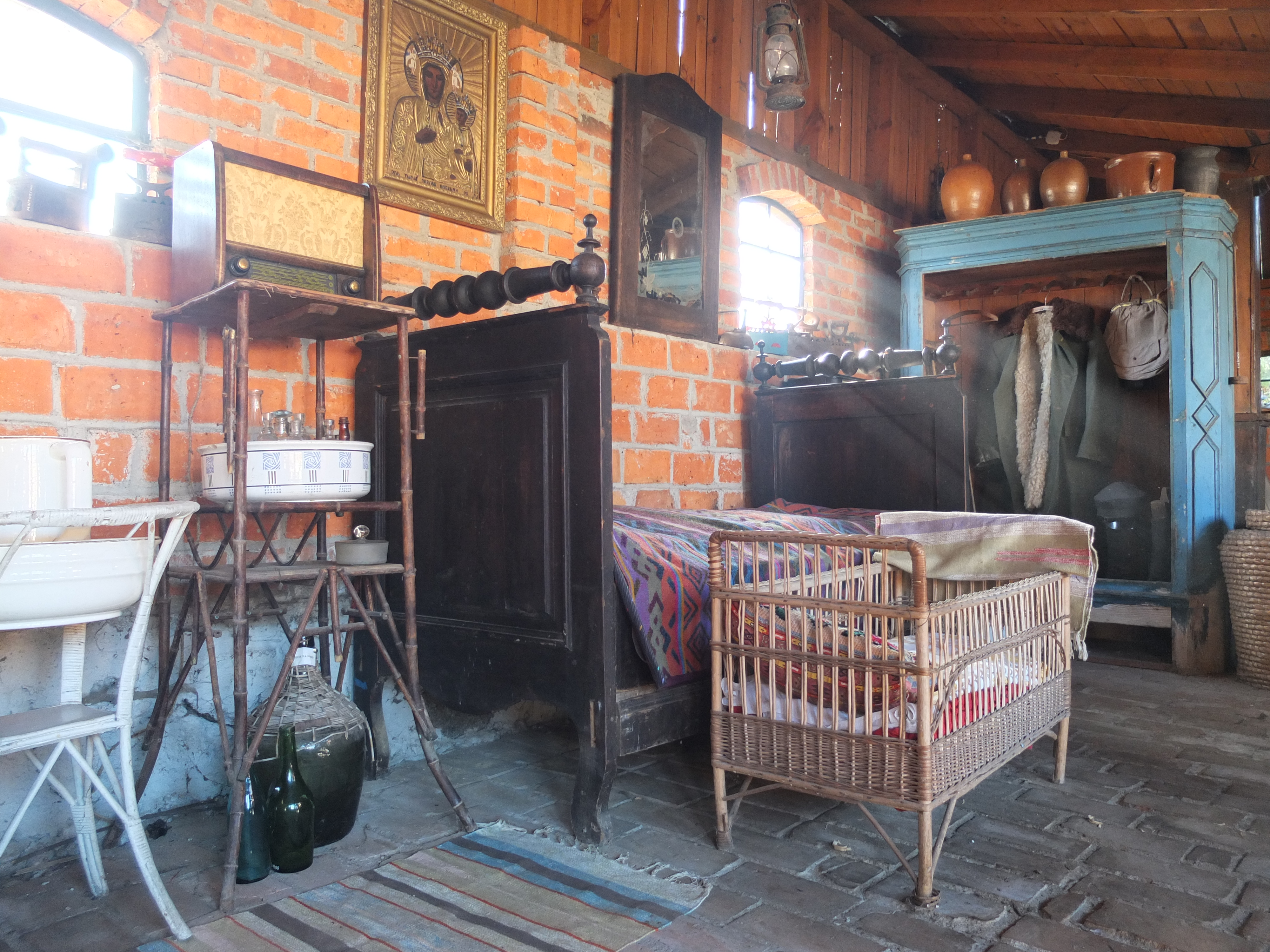
Muzeum Rolnicze w Olszynach założone w 2002 roku przez Zygmunta Rząpa

Olszyny (niem. Olschienen, od 1938 Ebendorf) – wieś w Polsce położona w województwie warmińsko-mazurskim, w powiecie szczycieńskim, w gminie Szczytno. W latach 1975–1998 miejscowość położona była w województwie olsztyńskim.

## Opis wsi
Olszyny są jedną z większych wsi w gminie, w 2004 r. miały 829 mieszkańców. Jest tu m.in. zespół szkół i poczta. We wsi od 2002 r. działa, prowadzone przez Zygmunta Rząpa, Muzeum Rolnicze i odbywająca się co niedzielę giełda staroci. Olszyny leżą przy DK53 biegnącej do Ostrołęki, w odległości ok. 5 km od Szczytna. Wieś o zwartej zabudowie, ulicówka, z zachowanymi nielicznymi domami drewnianymi oraz zabytkowymi budynkami murowanymi (np. dawna gospoda), z początku XX w. Za wsią znajduje się dawny cmentarz ewangelicki z kwaterą wojenną z pierwszej wojny światowej (8 żołnierzy rosyjskich i jeden niemiecki).

## Historia
Wieś lokowana w 1687 na prawie chełmińskim na terenach leśnych. Mieszkańcy wsi utrzymywali się – poza działalnością rolniczą – z handlu runem leśnym (m.in. grzyby, jagody).
W 1938 r., w ramach akcji germanizacyjnej, zmieniono urzędowa nazwę miejscowości na Ebendorf.